# Microdon aurifactius
Microdon aurifactius är en tvåvingeart som beskrevs av Hull 1937. Microdon aurifactius ingår i släktet myrblomflugor, och familjen blomflugor. Inga underarter finns listade i Catalogue of Life.